# Masato Kobayashi
Masato Kobayashi (小林 雅人, 10 de dezembro de 1979) é um lutador de kickboxing japonês. Apelidado de "Silver Wolf", o atleta de 1,74m e 70 kg, natural do distrito de Shiba, em Tóquio, representa a academia Silver Wolf. Com um cartel de 49 lutas, 42 vitórias (19 nocautes), 5 derrotas e 2 empates, Masato é muito famoso no Japão por ser um excelente lutador e por participar do torneio mais difícil e importante do mundo, o K-1, que já ganhou duas vezes, uma em (2003) outra em (2008).

## Títulos
- ISKA Weltergewichts Weltmeister
- K-1 World Max 2002 Japan Tournament Champion
- K-1 World Max 2003 Japan Tournament Champion
- K-1 World Max 2003 e 2008 Champion
- K-1 World Max 2004 Finalist